# Hekimdağ, Tepebaşı
Hekimdağ là một xã thuộc huyện Tepebaşı, tỉnh Eskişehir, Thổ Nhĩ Kỳ. Dân số thời điểm năm 2011 là 351 người.